# Procidis
Procidis è uno studio di animazione e di distribuzione indipendente francese, fondato da Albert Barillé nel 1978 e noto per aver realizzato il franchise C'era una volta....

## Filmografia
- Colargol (1970-1974)
- C'era una volta... l'uomo (Il était une fois... l'Homme) (1978-1979)
- Ai confini dell'universo (Il était une fois... l'Espace) (1982-1983)
- Siamo fatti così (Il était une fois... la Vie) (1987-1988)
- Riscopriamo le Americhe (Il était une fois... les Amériques) (1992-1993)
- Grandi uomini per grandi idee (Il était une fois... les Découvreurs) (1994)
- Imbarchiamoci per un grande viaggio (Il était une fois... les Explorateurs) (1997)
- Les Zooriginaux (2001)
- C'era una volta... la Terra (Il était une fois... notre Terre) (2008)
- C'erano una volta... gli oggetti (Il était une fois… ces Drôles d'objets) (2023)